# Chibchea elqui
Chibchea elqui är en spindelart som beskrevs av Huber 2000. Chibchea elqui ingår i släktet Chibchea och familjen dallerspindlar. Inga underarter finns listade i Catalogue of Life.